# Štrasburská univerzita
Štrasburská univerzita (francouzsky Université de Strasbourg) je francouzská vysoká škola se sídlem ve Štrasburku. Založena byla roku 1538 jakožto luteránské německojazyčné gymnázium. Zakladatelem byl protestantský učenec Johannes Sturm. Roku 1621 se škola stala univerzitou. Poprvé se francouzskojazyčnou stala za francouzské revoluce, to se pak ještě několikrát změnilo podle toho, jaký politický osud Alsasko potkával. 
V roce 1971 byla rozdělena na tři samostatné vysoké školy (Univerzita Louise Pasteura, Univerzita Marca Blocha, Univerzita Roberta Schumana), roku 2009 se však tyto tři instituce znovu spojily do jediné a původní Štrasburská univerzita tak byla obnovena. 
Univerzita se může pochlubit 19 nositeli Nobelovy ceny a dvěma laureáty Fieldsovy medaile. Škola má krom toho řadu dalších slavných absolventů a studentů: básník a mystik Angelus Silesius, spisovatel Johann Wolfgang von Goethe, rakouský kancléř Klemens Wenzel von Metternich, mikrobiolog Louis Pasteur, sociolog Georg Simmel, filozof Emmanuel Levinas, peruánský prezident Alberto Fujimori či předseda Evropské komise Jean-Claude Juncker.